# Kejsarliljor
Kejsarliljor (Lilium Regale-Gruppen) är en grupp i familjen liljeväxter och består av ett hybridkomplex med kungslilja (L. regale), svavellilja (L. sulphureum), sargentlilja (L. sargentiae), orangelilja (L. henryi) m.fl. asiatiska arter. Det svenska namn motsvarar motsvarar grupp 6 (Trumpet hybrids) i International Lily Register. Det finns drygt 1000 sorter registrerade. Gruppen inkluderar primära hybrider som Lilium ×aurelianense, Lilium ×centigale, Lilium ×centisargale och Imperielilja (Lilium ×imperiale).
Gruppen kan delas in i ett antal undergrupper beroende på blommans form:
- 6a. Regale- och Aurelian-hybrider med klockformiga blommor
- 6b. Regale- och Aurelian-hybrider med skålformiga blommor
- 6c. Regale- och Aurelian-hybrider med fatlika blommor
- 6d. Regale- och Aurelian-hybrider med tillbakaböjda kalkblad

### Webbkällor
- Aldén, B. & Ryman, S. (red.) (2005-). ”Svensk Kulturväxtdatabas (SKUD)”. CBM, Alnarp. http://linnaeus.nrm.se/flora/mono/lilia/liliu/welcome.html. Läst 2009 Juli 27.

- Danen, G. ”Online Lily Register”. http://www.lilyregister.com. Läst 23 juli 2009.

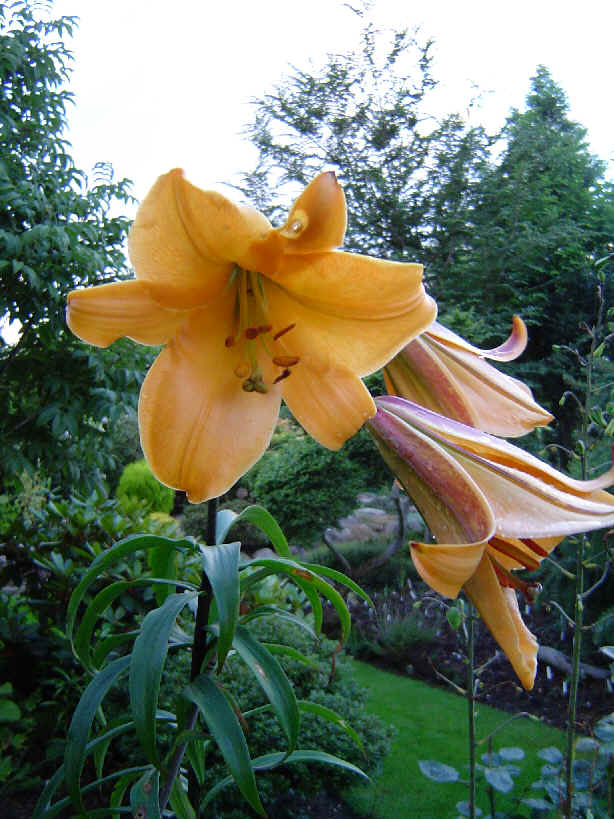
Lilium 'African Queen' (J. de Graaf, ca 1958)
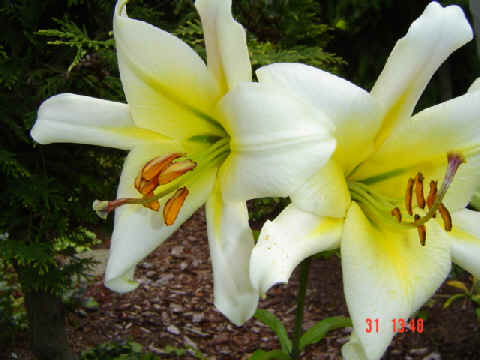
Lilium 'Dresdener Romanze' (H. Böhm, före 1981)